# Jean-Paul Giachino

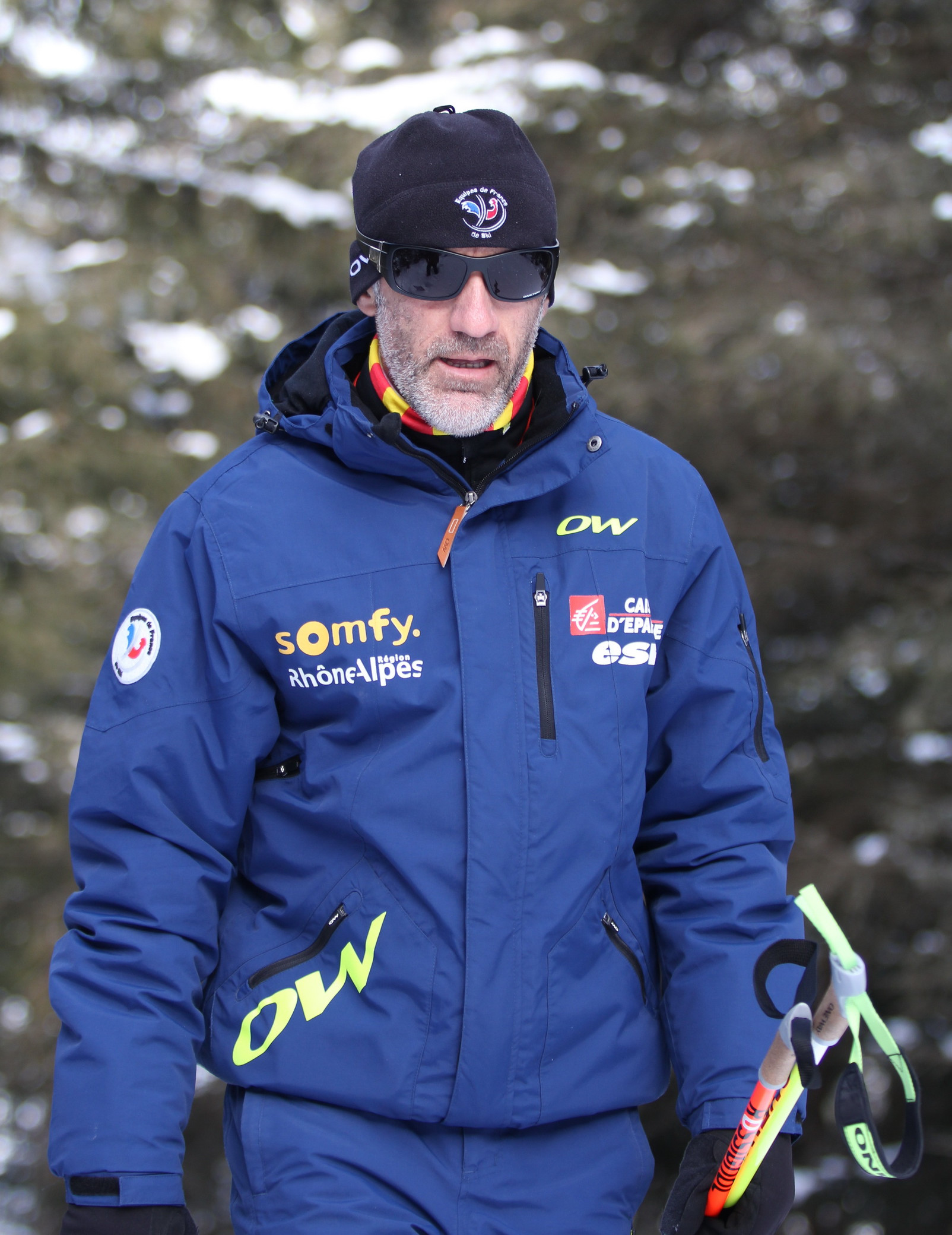
Jean-Paul Giachino beim Biathlon-Weltcup 2013 in Antholz

Jean-Paul Giachino (* 3. Januar 1963) ist ein französischer Biathlontrainer und ehemaliger französischer Biathlet, der an den Olympischen Winterspielen 1988 in Calgary teilgenommen hatte.
Bei den Olympischen Spielen belegte Giachino den 18. Rang im Einzel und wurde mit Éric Claudon, Hervé Flandin und Francis Mougel Zehnter des Staffelrennens.
Nach der aktiven Karriere wurde er Trainer. Bis zur Saison 2006/07 war er französischer Cheftrainer der Männer. Sein Nachfolger wurde Stéphane Bouthiaux. Er selbst wechselte auf die Position des Schießtrainers bei den Männern. Nachdem später Siegfried Mazet Schießtrainer bei den Männern wurde, wechselte Giachino als Schießtrainer zu den Frauen, deren Weltcup-Team (A-Mannschaft) er bis 2018 betreute. Anschließend war er im IBU-Cup-Team (B-Mannschaft) an gleicher Position tätig. Zur Saison 2020/21 kehrte er als Nachfolger von Franck Badiou wieder auf den Posten des Schießtrainers der Frauen-Weltcup-Mannschaft zurück und hat diese Funktion bis heute (Stand: Sommer 2025) inne.